# Baía de Monte Gordo

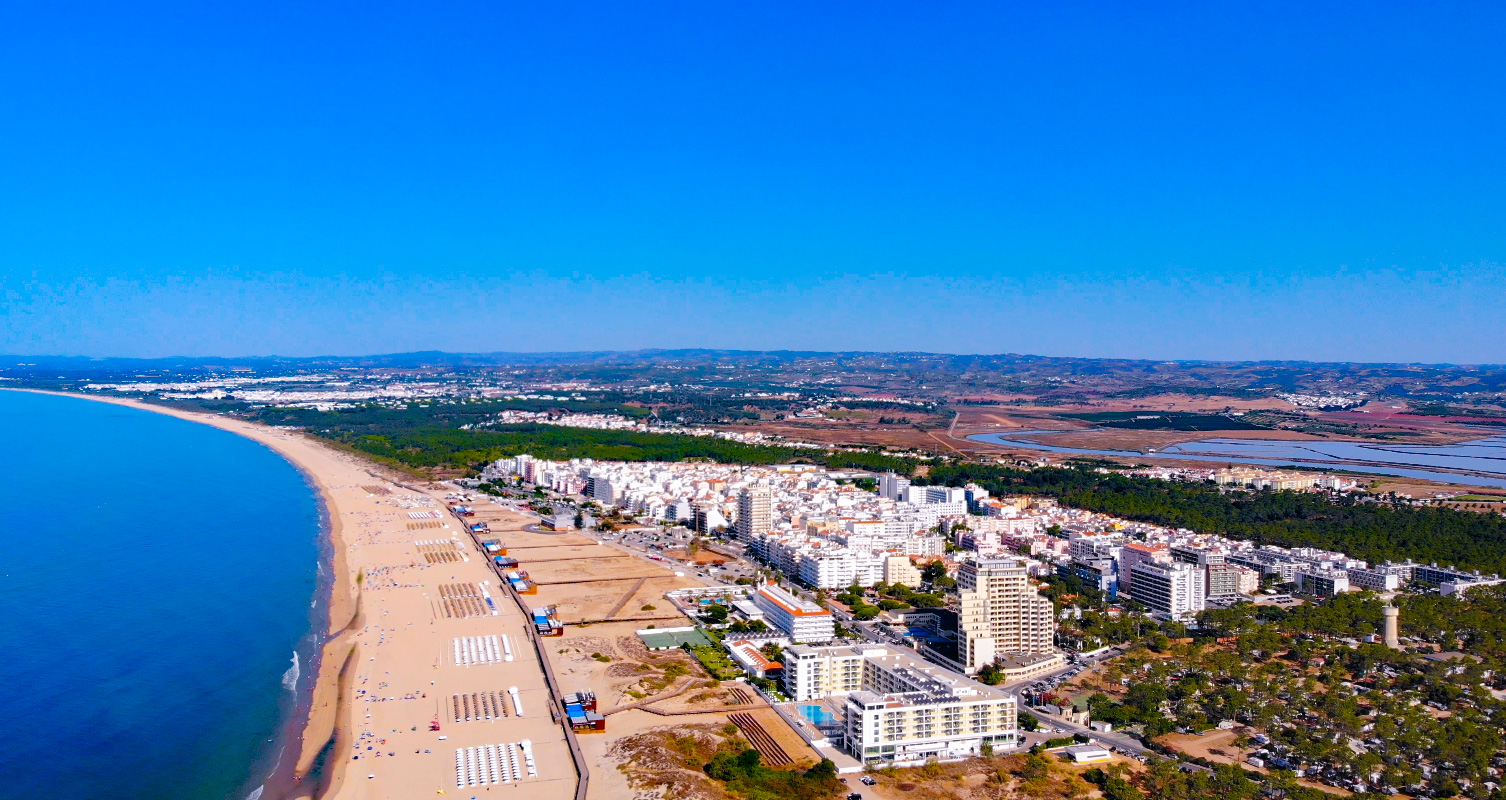
Vista aérea de Monte Gordo

## Praias
- Praia de Vila Real de Santo António
- Praia de Monte Gordo
- Praia de Adão e Eva
- Praia do Cabeço - Retur
- Praia Verde
- Praia da Alagoa
- Praia da Lota
- Praia da Manta Rota